# Mary Pickford Film Corporation
La Mary Pickford Film Corporation est une société de production américaine, créée en août 1916 par Adolph Zukor et Mary Pickford, à partir de Famous Players-Mary Pickford Company, qui a pour objet la production des films de Mary Pickford.
"Mary Pickford Film Corporation" fut dissoute en 1919 pour être remplacée par "The Mary Pickford Company", pour produire des films pour United Artists Corporation.